# Tầm Điện
Huyện tự trị dân tộc Hồi và dân tộc Di Tầm Điện (Giản thể: 寻甸回族彝族自治县; bính âm: Xúndiàn huízú yízú Zìzhìxiàn; Hán-Việt: Tầm Điện Hồi tộc Di tộc Tự trị huyện) là một huyện tự trị, thuộc địa cấp thị Côn Minh, Vân Nam, Trung Quốc. Tầm Điện nằm ở phía đông bắc của khu vực trung tâm Vân Nam. Sông Ngưu Lan (牛栏江) chảy qua địa giới của huyện

## Hành chính
Tầm Điện gồm:
- Trấn: Nhân Đức, Dương Nhai, Kha Độ, Thảng Điện, Công Sơn.
- Hương: Hà Khẩu, Thất Tinh, Tiên Phong, Lục Tiêu, Kê Nhai, Phong Nghi, Liên Hiệp, Kim Nguyên, Điện Sa.